# Dentarene
Dentarene là một chi ốc biển, là động vật thân mềm chân bụng sống ở biển trong họ Liotiidae.

## Các loài
Các loài trong chi Dentarene gồm có:
- Dentarene rosadoi Bozzetti & Ferrario, 2005[3]